# 瑞恩·埃森
瑞恩·埃森（英語：Ryan Esson；1980年3月19日—）是一位蘇格蘭足球運動員。在場上的位置是守門員。他現在效力於蘇格蘭足球超級聯賽球隊恩華尼斯足球俱樂部。他也代表蘇格蘭U21國家足球隊參賽。

## 外部連結
- 足球数据库：Ryan Esson的球员统计数据